# Montravers
Montravers é uma comuna francesa na região administrativa da Nova Aquitânia, no departamento de Deux-Sèvres. Estende-se por uma área de 10,12 km². Em 2010 a comuna tinha 388 habitantes (densidade: 38,3 hab./km²).